# Clemens Wientjes
Clemens Wientjes (8 febbraio 1920 – 15 marzo 1998) è stato un calciatore tedesco, di ruolo centrocampista.

## Statistiche

### Cronologia presenze e reti in Nazionale
| Cronologia completa delle presenze e delle reti in nazionale ― Germania Ovest | Cronologia completa delle presenze e delle reti in nazionale ― Germania Ovest | Cronologia completa delle presenze e delle reti in nazionale ― Germania Ovest | Cronologia completa delle presenze e delle reti in nazionale ― Germania Ovest | Cronologia completa delle presenze e delle reti in nazionale ― Germania Ovest | Cronologia completa delle presenze e delle reti in nazionale ― Germania Ovest | Cronologia completa delle presenze e delle reti in nazionale ― Germania Ovest | Cronologia completa delle presenze e delle reti in nazionale ― Germania Ovest |
| Data                                                                          | Città                                                                         | In casa                                                                       | Risultato                                                                     | Ospiti                                                                        | Competizione                                                                  | Reti                                                                          | Note                                                                          |
| ----------------------------------------------------------------------------- | ----------------------------------------------------------------------------- | ----------------------------------------------------------------------------- | ----------------------------------------------------------------------------- | ----------------------------------------------------------------------------- | ----------------------------------------------------------------------------- | ----------------------------------------------------------------------------- | ----------------------------------------------------------------------------- |
| 20/04/1952                                                                    | Lussemburgo                                                                   | Lussemburgo                                                                   | 0 – 3                                                                         | Germania Ovest                                                                | Amichevole                                                                    | -                                                                             |                                                                               |
| 05/10/1952                                                                    | Colombes                                                                      | Francia                                                                       | 6 – 2                                                                         | Germania Ovest                                                                | Amichevole                                                                    | -                                                                             |                                                                               |
| Totale                                                                        |                                                                               | Presenze                                                                      | 2                                                                             |                                                                               | Reti                                                                          | 0                                                                             |                                                                               |